# Daniël van Dopff
Daniël Wolfgang van Dopff (Hanau, 10 gennaio 1650 – Maastricht, 15 aprile 1718) è stato un generale olandese di origini tedesche. Fu governatore della fortezza di Maastricht.

## Biografia

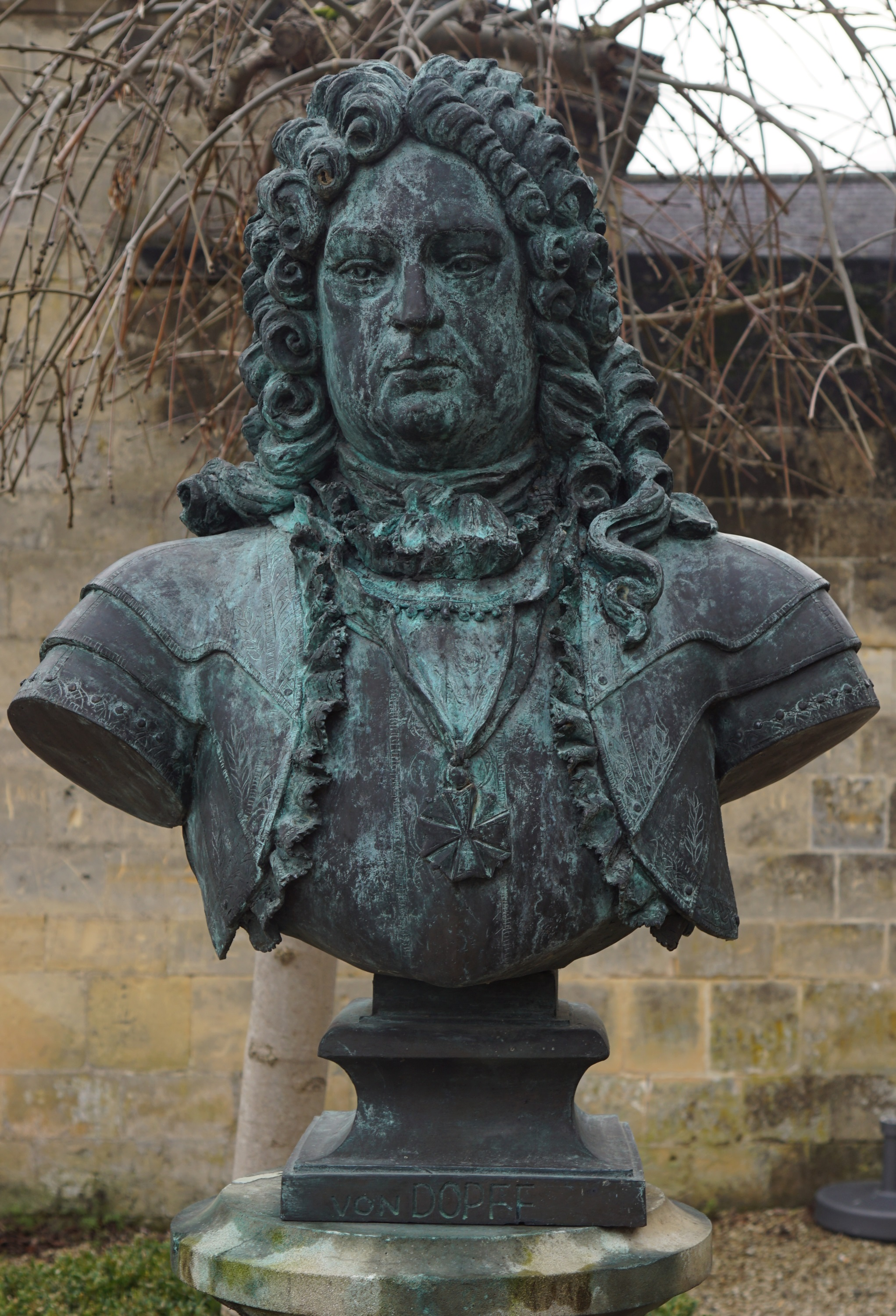
Busto di Daniël van Dopff nel Waldeck Park di Maastricht.

Daniël Wolfgang van Dopff proveniva da una famiglia originariamente non nobile dell'Assia, in Germania. Suo padre era impiegato come ufficiale giudiziario ed esattore di pedaggi per la contea di Hanau-Münzenberg. Daniël venne educato ad Hanau presso il ginnasio locale, fortemente intriso di valori calvinisti. Sin dalla giovane età optò per la carriera militare ed a 16 anni entrò nell'esercito dell'Hanau-Münzenberg. Successivamente si trasferì nell'esercito dell'elettore Federico Guglielmo I di Brandeburgo.
Nel 1672 passò definitivamente al servizio della Repubblica delle Sette Province Unite con la quale combatté nella Guerra d'Olanda contro la Francia. Per la sua galanteria fu insignito dell'Ordre de la Générosité del Brandeburgo, ottenendo inoltre il permesso di includere la stella nera a otto punte dell'Ordine nel suo stemma di famiglia quando venne nobilitato. Nel 1675 venne nominato ingegnere capo delle fortificazioni della fortezza, uno dei più alti incarichi nel campo del genio militare olandese.
Nel 1683, sotto il comando del conte Giorgio Federico di Waldeck, si unì alle truppe imperiali che riuscirono a togliere l'assedio di Vienna, liberandola dai turchi. Il 17 ottobre 1685 l'imperatore gli concesse il titolo nobiliare di Reichsfreiherr (barone). Il conte di Waldeck continuò a rimanere il suo principale mecenate per il resto della sua carriera militare e lo nominò suo ciambellano.
Tra il 1688 e il 1690, van Dopff fece costruire quattro nuovi bastioni sul lato sud-ovest di Maastricht per proteggere meglio la città da un possibile attacco dei francesi (cosa che si verificò nel corso della Guerra dei Nove anni). Dopo la morte del conte di Waldeck, van Dopff rimase a Maastricht dove, nel 1694, venne promosso al comando della fortezza dal nuovo governatore Giovanni Adolfo di Schleswig-Holstein-Sonderburg-Plön. Nel 1701-02, fece costruire Fort Sint Pieter sul lato settentrionale della cittadella.
Dopo la morte anche del duca di Holstein nel 1704, van Dopff venne nominato governatore ad interim della fortezza per i dieci anni successivi. Nel 1708 sostenne il principe Eugenio di Savoia ed il duca di Marlborough nella battaglia di Oudenaarde e nel 1709 nella battaglia di Malplaquet. Nel 1712 Maastricht divenne la base principale delle operazioni condotte da una grande forza armata guidata dal principe di Savoia, con l'intento di respingere definitivamente i francesi. Van Dopff, insieme ad altri due generali, venne inviato in ricognizione e riuscì quasi a raggiungere Parigi coi suoi uomini, ma i negoziati di pace interruppero prematuramente la spedizione. Solo nel 1713, dopo il Trattato di Utrecht, van Dopff venne ufficialmente nominato governatore militare di Maastricht. Il fatto che abbia dovuto aspettare così a lungo per questa nomina era probabilmente dovuto alla sua origine non aristocratica (i suoi predecessori erano tutti nati tra le più nobili famiglie dell'area). Il Trattato di Utrecht e la nomina di van Dopff vennero celebrati insieme con un grande spettacolo pirotecnico che si tenne a Sint-Antoniuseiland.

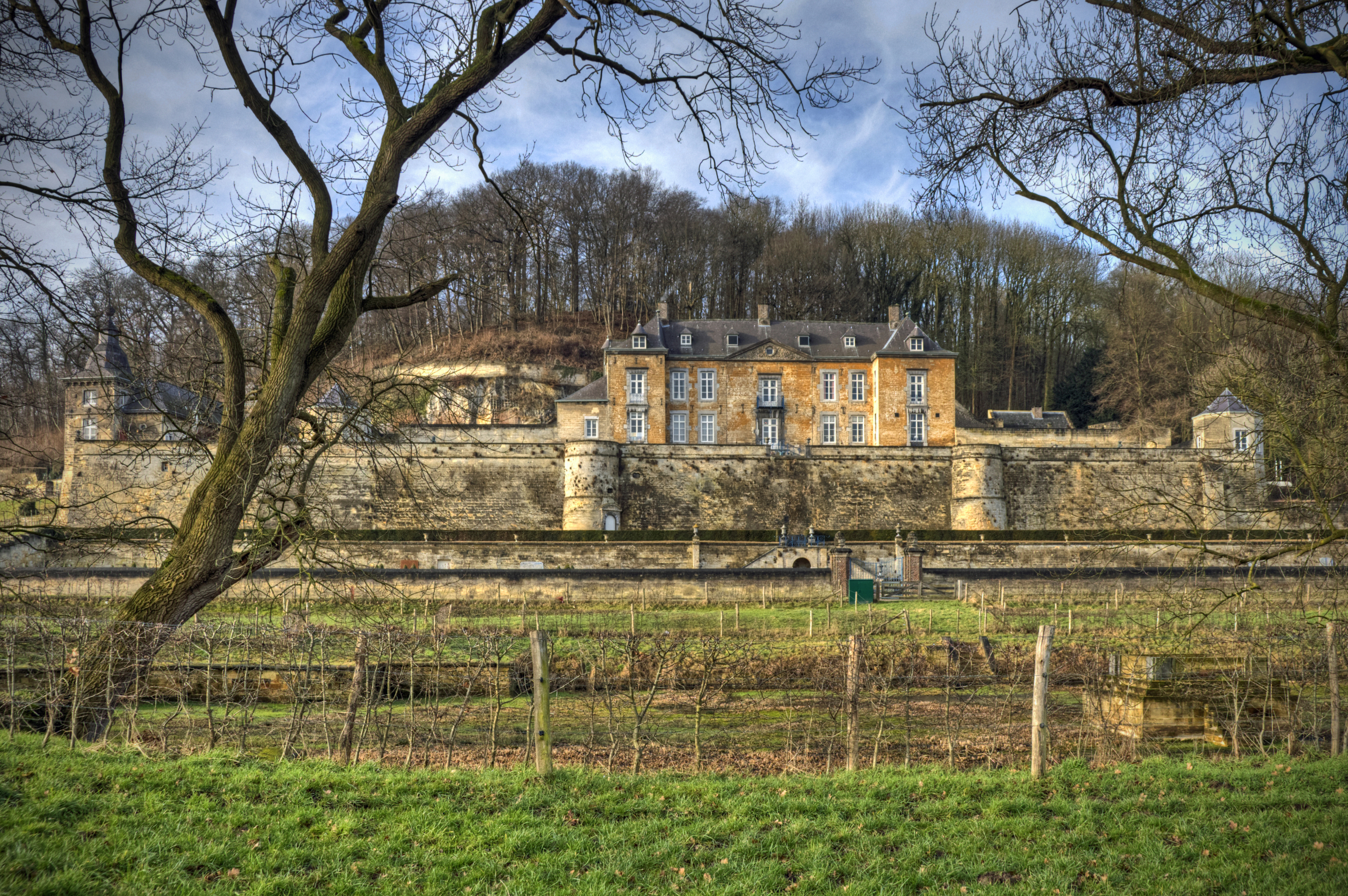
Il castello di Neercanne, dove il barone von Dopff ospitò lo zar Pietro il Grande durante la sua visita nei Paesi Bassi nel 1717

Dopo la sua nomina, van Dopff dovette prestare giuramento di fedeltà al principe vescovo di Liegi, Giuseppe Clemente di Baviera. Nel 1717 van Dopff ricevette lo zar russo Pietro il Grande in visita nei Paesi Bassi, ospitandolo nel castello di Neercanne. La visita dello zar era finalizzata, tra le altre cose, ad apprendere le moderne tecniche militari e di fortificazione da poter utilizzare poi in Russia e per questo visitò specificatamente Fort Sint Pieter e Sint-Pietersberg. Secondo un racconto popolare, van Dopff prese un brutto raffreddore in quell'occasione, perché secondo il protocollo nessuno poteva indossare un copricapo in presenza del monarca russo.
Van Dopff morì a Maastricht il 15 aprile 1718 e fu sepolto il 1º maggio nel coro della chiesa di San Giovanni.
Un suo ritratto a olio più grande del vero (261 x 128 cm) rimase nel palazzo dei governatori di Maastrich sino al 1798, dopo di che fu requisito dall'ultimo governatore della fortezza, Federico d'Assia-Kassel come in compensazione per i suoi beni perduti. Oggi è esposto insieme ad altri dieci ritratti dei governatore di Maastricht nel castello di Fasanerie a Fulda.

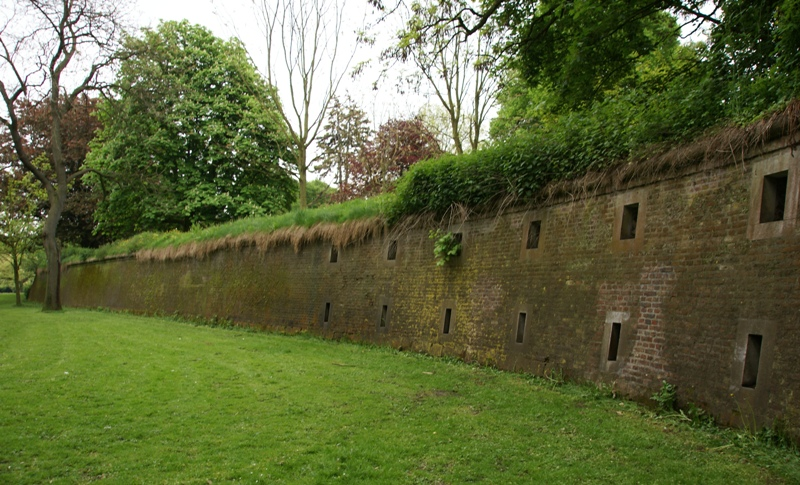
Il bastione Waldeck, l'ultimo di quelli sopravvissuti della cittadella fortificata di Maastricht, fatto costruire dal generale van Dopff

Il bastione Waldeck nell'attuale Waldeck Park di Maastricht venne costruito da van Dopff ed è l'unico che attualmente si è conservato. L'opera militare prese il proprio nome dal patrono di van Dopff, il conte di Waldeck, e fu successivamente modificato più volte rispetto al progetto originario.
Nel 1709 acquistò il castello di Ruyff a Hendrik-Kapelle per poi rivenderlo nel 1716 ed acquistare un'altra tenuta presso Hartelstein, non lontano da Itteren, proprietà che lasciò poi a suo figlio Frederik Karel.